# Codalet
Codalet é uma comuna francesa na região administrativa da Occitânia, no departamento dos Pirenéus Orientais. Estende-se por uma área de 2.78 km², com 377 habitantes, segundo o censo de 2018, com uma densidade de 140 hab/km². A Abadia de São Miguel de Cuixá está localizada em Codalet.